# Audembert
Audembert je francouzská obec v departementu Pas-de-Calais v regionu Hauts-de-France. Žije zde 435 obyvatel.

## Geografie

### Sousední obce
| Růžice kompasu |            | Wissant           | Hervelinghen Saint-Inglevert | Růžice kompasu |
| Růžice kompasu | Tardinghen | Sever             | Leubringhen                  | Růžice kompasu |
| Růžice kompasu | Tardinghen | Audembert         | Leubringhen                  | Růžice kompasu |
| Růžice kompasu | Tardinghen | Jih               | Leubringhen                  | Růžice kompasu |
| Růžice kompasu | Bazinghen  | Leulinghen-Bernes |                              | Růžice kompasu |